# أرتا داد
أرتا داد (بالألبانية: Arta Dade‏) هيَ عُضو التجمع الألباني للحزب الاشتراكي، وكانت عضو في البرلمان منذُ 1997، وقد شَغلت أثناء فترة حياتها مَنصب وزير الثقافة ووزير الشؤون الخارجية، حيثُ أصبحت أول امرأة تُعين وزيرة خارجية ضمن الاتحاد الأوروبي، وهي حالياً رئيسة لجنة السياسة الخارجية.

## حياتها
وُلدت أرتا داد في 15 مارس 1953 في تيرانا، وتخرجت من جامعة تيرانا بتخصص أدب إنجليزي، وعملت مُحاضرة في الجامعة حتى عام 1997، حيثُ بدأت مسيرتها السياسية في ذلك الوقت. تُمثل أرتا مقاطعة فيير في البرلمان الألباني.